# Thelotornis capensis
Thelotornis capensis – gatunek afrykańskiego węża z rodziny połozowatych (Colubridae).

## Systematyka
W obrębie gatunku wyróżnia się dwa podgatunki: nominatywny i T. capensis oatesi. Trzeci podgatunek – opisany w 1978 roku T. capensis schilsi – nie jest obecnie uznawany. Z kolei T. capensis mossambicanus został podniesiony do rangi odrębnego gatunku (Thelotornis mossambicanus).
Zwierzęta te od dawna zalicza się do rodziny połozowatych. Starsze źródła również umieszczają Thelotornis w tej samej rodzinie Colubridae, używając jednak dawniejszej polskojęzycznej nazwy: wężowate albo węże właściwe. Poza tym Colubridae zaliczają do infrapodrzędu Caenophidia, czyli węży wyższych. W obrębie rodziny rodzaj Thelotornis należy natomiast do podrodziny Colubrinae.

## Rozmieszczenie geograficzne
Thelotornis capensis zahacza swym zasięgiem występowania o następujące państwa leżące w południowej części Afryki: Angola, Botswana, Demokratyczna Republika Konga, Eswatini, Malawi, Mozambik, Namibia, Południowa Afryka, Zambia i Zimbabwe.

## Zagrożenia i ochrona
Węża tego generalnie spotyka się rzadko, choć w niektórych rejonach występuje on pospolicie. Nie istnieją poważne zagrożenia dla gatunku.